# Il Giardino di Daniel Spoerri
Il Giardino di Daniel Spoerri (officiellement complété de - Hic Terminus Haeret) (en français : « Le Jardin de Daniel Spoerri ») est le lieu d'exposition en Toscane des statues contemporaines de Daniel Spoerri et de ses amis sculpteurs, italiens et suisses.

## Historique
La propriété de 16 ha, près de Seggiano en province de Grosseto, sur un des flancs du Mont Amiata vers Pescina, appartient à Daniel Spoerri depuis les années 1990 ; plus d'un centaine d'œuvres de cinquante artistes différents y sont exposées sur un vaste espace d'oliveraies, de champs et de bosquets, en pleine nature ; la plupart sont en bronze d'art mais d'autres matériaux propices aux productions monumentales de l'art contemporain sont aussi utilisés (fer, marbre et autres roches, résine synthétique, et même herbe.). L'espace est ouvert au public depuis 1997 et est reconnu par le ministère de la culture italien.
Une inspiration certaine lui est venue des Jardins de Bomarzo dit « Parc des Monstres » non loin, en province de Viterbe.

## Artistes exposés
- Eva Aeppli
- Arman
- Till Augustin
- Ay-o
- Roberto Barni (en)
- Erik Dietman
- Katharina Duwen
- Karl Gerstner
- Luciano Ghersi
- Alfonso Hüppi (en)
- Juliane Kühn
- Zoltan Ludwig Kruse
- Bernhard Luginbühl
- Ursi Luginbühl
- Birgit Neumann
- Luigi Mainolfi (de)
- Meret Oppenheim
- Dieter Roth
- Susanne Runge
- Uwe Schloen
- Kimitake Sato
- Pavel Schmidt
- Esther Seidel
- Patrick Steiner
- Jesus Rafael Soto
- Paul Talman (nl)
- André Thomkins
- Jean Tinguely
- Roland Topor (d'après),
- Paul Wiedmer (nl)
- Olivier Estoppey

À chacun des artistes est dédié, du domaine, un olivier typique de la région : l'Olivastra Seggianese.
En plus des cartels apposés devant chacune des œuvres, quarante-deux plantes du lieu sont documentées d'un point de vue botanique.

## Quelques-unes des œuvres exposées
- Daniel Spoerri :
  - Licornes/Omphalos, bronze (1991)
  - Idole, bronze (1990)
  - Le Corridor de Damocles, fer et faux (2002-2008)
  - et 40 autres...
- Eva Aeppli :
  - Alcune debolezze umane, bronze (1994)
  - Die andere Seite, bronze (1974-1980)
  - Otello e Desdemone, de la série Collaborations avec Jean Tinguely (1991)
  - Furie, bronze (1977-1999)
  - Les Planètes, bronze doré (1975-1999)
  - Le Zodiaque, bronze (1980-1999)
  - Nove aspetti astrologici, bronze (1977-1990)
- Arman :
  - Monument sédentaire, fer et machines agricoles (1999-2000)
- Paul Talman (nl) :
  - Cathédrale no 6, marbre (197-1988)
- Jean Tinguely :
  - Grand Lampadaire pour D. S. (1985)
- Luciano Massari :
  - Isolo nell'isola, marbre de Carrare (2007)
- Alfonso Hüppi (en) :
  - La doccianella pisciona, bronze (1997-2000)
- Olivier Estoppey :
  - Dies Irae - Jour de Colère, ciment armé (2001[5])